# Арена, Джильдо
Эрменеджильдо Арена (итал. Ermenegildo Arena; 25 февраля 1921, Неаполь — 8 февраля 2005, там же) — итальянский ватерполист, выступавший за национальную сборную Италии по водному поло в конце 1940-х — начале 1950-х годов. Чемпион летних Олимпийских игр в Лондоне, бронзовый призёр Олимпиады в Хельсинки, чемпион Европы, шестикратный чемпион итальянского национального первенства в составе команд Rari Nantes и Circolo Canottieri. Также известен как пловец.

## Биография
Джильдо Арена родился 25 февраля 1921 года в Неаполе, Италия. Начинал карьеру в местном неапольском клубе Rari Nantes, с которым в общей сложности шесть раз становился чемпионом Италии по водному поло (1939, 1941, 1942, 1949, 1950).
Первого серьёзного успеха на международной арене добился в сезоне 1947 года, когда вошёл в основной состав итальянской национальной сборной и побывал на чемпионате Европы в Монте-Карло, откуда привёз награду золотого достоинства.
Благодаря череде удачных выступлений удостоился права защищать честь страны на летних Олимпийских играх 1948 года в Лондоне — в программе мужского водного поло итальянцы не потерпели ни одного поражения и завоевали золотые олимпийские медали. При этом Арена принимал участие во всех шести матчах своей команды, забросил в общей сложности 13 мячей, в том числе четыре мяча в решающих играх с Венгрией и Нидерландами.
В 1951 году Джильдо Арена перешёл в конкурирующий клуб из Неаполя Circolo Canottieri, с которым сразу же выиграл итальянское национальное первенство. «За смену команды они дали мне автомобиль Fiat 500 и денег 500 тыс. лир. Я был первым ватерполистом-профессионалом».
Международная федерация плавания всё же не сочла его профессиональным спортсменом и допустила до участия в Олимпийских играх 1952 года в Хельсинки. Итальянская команда не сумела повторить успех четырёхлетней давности, расположившись в итоговом протоколе на третьей бронзовой позиции. Арена сыграл здесь во всех восьми матчах сборной.
Помимо водного поло, Джильдо Арена имел также определённые успехи в плавании, становился чемпионом Италии в таких дисциплинах как 100 метров, 200 метров и эстафета 4 × 200 метров вольным стилем.
Умер 8 февраля 2005 года в возрасте 83 лет.